# Fashion Central
Fashion Central es la revista de la moda nacional de Pakistán con se ubica en Lahore, este medio de comunicación cumple la función de cubrir el acontecer del sector de la moda en Pakistán. Y fue bautizada Fashion Central con el propósito de ofrecer un espacio especial a la totalidad de los temas vinculados a la ropa de moda. Este espacio se fomentó usando un medio de gestión de contenido propio creado por agentes de soluciones End 2 End. La revista Fashion Central se hizo acreedora al Premio PASHA ICT en el año 2010.

## Historia
Fashion Central fue fundada en 2007 y su página web inició labores en el mes de noviembre del año 2007. A principio se presentó como una página web de comercio electrónico en línea. Luego de transcurridos alrededor de 6 meses, la página web fue completamente reconstruida y se relanzó como una publicación enfocada a moda y estilo en línea. A comienzos de 2011, la página web adicioná el e-comerce como una de sus prestaciones. Los artículos que se hallan a la venta abarcan desde ropa, perfumes, productos de estilo de vida, belleza y accesorios vinculados a la moda y el estilo de vivir. Las entregas están a disposición de países alrededor del mundo entero con varias formas de pago diferentes. Los artículos que se venden en FashionCentral se reciben en forma directa de los diseñadores locales reconocidos.

## Categorías principales
Entre sus principales categorías están los modistos, modelos, fotógrafos, estilistas, tendencias, eventos de moda,  y estilo de vida de Pakistán. Hay también subcategorías que abarcan desde comida, belleza, salud, cuidado de los hijos, los accesorios de moda y decorado del hogar .